# السند (إقليم)
السِّنْد (بالسندية: سنڌ)(بالأردية: سندھ) هي إحدى أقاليم باكستان الأربع. عاصمة الإقليم هي مدينة كراتشي أكبر مدن البلاد والمركز المالي. يقع الإقليم في جنوب شرق البلاد وهو ثالث أكبر إقليم في باكستان حسب المساحة والثاني حسب عدد السكان بعد البنجاب. يجاور الإقليم من الشمال والغرب إقليم بلوشستان ومن الشمال إقليم البنجاب، أما من الشرق فتجاورها ولايتي كجرات وراجستان الهنديتين. من الجنوب يطل الإقليم على بحر العرب. أغلب سطح الإقليم مكون من السهول الرسوبية المحيطة بنهر السند، يوجد في شرقها صحراء طهار على طول الحدود الدولية مع الهند، وجبال كيرتار في الجزء الغربي من المقاطعة.
اقتصاد السند ثاني أكبر اقتصاد في باكستان بعد إقليم البنجاب. السند هو مركز مهم للصناعة الباكستانية، وفيه اثنين من أهم الموانئ التجارية في البلاد هما: ميناء قاسم وميناء كراتشي. يُنتج الإقليم الفواكه والخضروات والسلع الاستهلاكية التي تصدر لبقية البلاد.
تُعرف السند أحيانًا بـباب الإسلام لأنها أول منطقة من شبه القارة الهندية تخضع للحكم الإسلامي. يتميز الإقليم بثقافة فريدة المتأثرة بالإسلام وبالصوفية، وتشتهر السند بتاريخها العريق العائد للعصر البرونزي (حضارة وادي السند)، في الإقليم اثنين من مواقع التراث العالمي التابعة لليونسكو: مقابر مكلي وموهينجو دارو.

## التأثيل
أطلق اليونانيون الذين غزوا السند في عام 325 قبل الميلاد تحت قيادة الإسكندر الأكبر على نهر السند اسم إندوس، ومن هنا جاء اسم إندوس الحديث. كما أطلق الإيرانيون القدماء على كل ما يقع شرق نهر السند اسم الهند وقيل هي تحوير عربي لأسم السند. كلمة السند هي اشتقاق فارسي من المصطلح السنسكريتي سندهو، والذي يعني "نهر"، في إشارة إلى نهر السند.
يقترح ساوثوورث أن اسم سندهو مشتق من سِنتو، وهي كلمة درافيدية تعني نخيل التمر، وهي شجرة شائعة في السند. غيرت جمعية السند تهجئة الإقليم فاستخدمت التهجئة الأردوية (سنده، Sindh) بدلًا من استخدام التهجئة السابقة سند الفارسية العربية.

## التاريخ

### العصر القديم
يوجد في السند والمناطق المجاورة لها أثار من حضارة وادي السند التي عمرها أكثر من ألف عام. من أبرز هذه الآثار مدينة موهينجو دارو التي تأسست حوالي عام 2500 قبل الميلاد، كانت واحدة من أكبر مستوطنات حضارة السند القديمة. تميزت المدينة بتصميمها المتقدم والشوارع المنظمة وأنظمة الصرف الصحي المغطاة. هُجرت موهينجو دارو حوالي القرن التاسع عشر قبل الميلاد مع تراجع حضارة وادي السند، ولم تعرف حتى أعيد اكتشافها في عشرينيات القرن العشرين. صُنفت المدينة ضمن قائمة التراث العالمي لليونسكو عام 1980. تواجه موهينجو دارو اليوم تهديدات مستمرة مثل التآكل الطبيعي وعمليات الترميم المضرة. يُعتقد أن الجفاف التدريجي للمنطقة في الألفية الثالثة قبل الميلاد كان السبب الأساسي وراء ظهور الحضارة في هذه المنطقة، ولكن قلت الموارد المائية في المنطقة لذلك هجرها سكنها وتفرقوا في المناطق الشرقية.
كانت السند تُعرف في العصر البرونزي باسم سندهو-سوفيرا، حدها الجنوبي كان المحيط الهندي والشمالي حول منطقة ملتان في إقليم البنجاب. عُرفت عاصمة ذاك الزمان بعد أسماء: روروكا أو فيتابهيا أو فيتيبهيا، وتتفق مواصفاتها مع مدينة أرور من العصور الوسطى. غزا الأخمينيون المنطقة وأسسوا مرزبانية اسموها بالهندوس شملت المنطقة حوض السند السفلي والأوسط (ما يُعرف الآن بالسند ومناطق جنوب البنجاب). يرى بعض الباحثين أن تقسيم الهندوس كان يقع في حدود منطقة البنجاب وليس في السند. استمر حكم الأخمينيين لهذه المناطق حتى غزو الإسكندر المقدوني.
غزا الإسكندر أجزاء من السند بعد غزو البنجاب ببضع سنوات وعيَّن جنراله بيثون حاكمًا عليها. كما أسس ميناءً في مدينة باتالا السندية. حارب تشاندراغبت موريا مؤسس الإمبراطورية الموريانية خليفة الإسكندر في الشرق سلوقس الأول انتهت الحرب بينهما بمعاهدة سلام. تنازل سلوقس بموجب هذه المعاهدة عن جميع الأراضي الواقعة غرب نهر السند وعُقد بينهما تحالف زواج سياسي. منح تشاندراغبت موريا سلوقس 500 فيل حربي.
انتهى الحكم المورياني بعد قرن من الزمن حوالي عام 180 قبل الميلاد، خلفهم في حكم المنطقة الهنود اليونانيون ثم خلفهم الهنود السكثيون من عاصمتهم ميناغارا. ادعى الحكام الساسانيون منذ عهد سابور الأول بالسيطرة على منطقة السند في نقوشهم المعروفة بالهند.
حكمت سلالة راي المحلية المنطقة لمدة 144 عامًا تزامنًا مع غزوات الهونا لشمال الهند، كانت أرور عاصمتها الرئيسية. خلفت سلالة البراهمة سلالة الراي، تأتي معظم المعلومات حول وجودها من جج نامه، وهو سرد تاريخي لسلالة تشاتش براهمين. سقطت هذه الإمبراطورية عام 712، لكن حكم بعض من أعضاء العائلة المالكة المنطقة تحت سلطة الدولة الأموية.

### العصر الأوسط
تعود العلاقات العربية الهندية إلى قرون قبل البعثة النبوية المحمدية، فلقد عرف العرب الهند في الجاهلية من خلال الرحلات التجارية البحرية التي كانت سفنهم تنقل خلالها البضائع المتبادلة بين الجانبين. بدأ الاشتباك بين المسلمين وملوك السند الهندوس عام 636م (15هـ) في خلافة عمر بن الخطاب، حين بعث والي البحرين عثمان بن أبي العاص في حملات بحرية ضد ثين وبهروش والديبل. ذكر المؤرخ البلاذري أن الحملة على الديبل نجحت في حين لم تكن نتائج تذكر للحملتين الأخريين. بينما تقول رواية جج نامه أن حملة الديبل فشلت وقُتل قائدها. دفعت هذه النتائج عدم وجود أي حملات على السند حتى عهد الخليفة عثمان بن عفان. تأثر العديد من قبائل الجات في السند بالمذهب الشيعي حتى أن بعضهم قاتل مع علي بن اب طالب في موقعة الجمل.
غزت الدولة الأموية السند بسبب هجمات القراصنة على السفن الأموية. تمكن محمد بن القاسم من هزيمة سلالة البراهمة في عام 712 وضم منطقة السند إلى الخلافة الأموية، وهي البداية لانتشار الإسلام في شبه القارة الهندية. حكمت الإمارة الهبارية شبه المستقلة جزءًا كبيرًا من السند الكبرى بين عامي 854 و1024 تحت السلطة الاسمية للدولة العباسية، حتى هزمهم السلطان محمود الغزنوي الذي دمر عاصمتهم المنصورة وضم السند لدولته.
حكمت سلالة سومرا المسلمة المحلية المنطقة بين أوائل القرن الحادي عشر والقرن الرابع عشر. استغلت سلالة سومرا الفراغ السياسي الذي نشأ عقب سقوط الإمارة الهبارية لترسيخ وجودها. تقاسم السومريون النفوذ في المنطقة مع الغزنويين والغوريين في القرن الحادي عشر وأوائل القرن الثاني عشر، وتمركز السومرا في السند السفلى على الأرجح. كان بعض أفراد السلالة من أتباع المذهب الإسماعيلي. ومن أبرز ملوكهم شيم الدين شاميسار الذي خضع لسلطان دلهي التتمش وكان حاكمًا تابعًا له.
أطاحت سلالة السمه بسلالة السومرا بعد عام 1335 بفترة قصيرة وأسست سلطنة السند. لجأ آخر حكام السومرا إلى حاكم كجرات الواقع تحت حماية سلطان دلهي محمد تغلق. غزا محمد بن غلق السند في عام 1351 لكنه توفي في سوندا. حاول السلطان فيروز شاه تغلق مهاجمة السند في عامي 1365 و1367 لكنه فشل ثم تمكن لاحقًا من فرض استسلام حاكم السامّا بانبهينيو بمساعدة تعزيزات من دلهي. خضع السمه لفترة قصيرة لسلطنة دلهي ثم استقلوا تمامًا مع ضعف السلطنة. ساهمت هذه السلالة في تطوير الطراز المعماري الهندي الإسلامي، ومن أبرز معالمها مقابر مكلي في تتا، أحد أكبر المقابر في العالم والتي دفن فيها بعض من أفراد السلالة الحاكمة. حكم السامّا السند حتى أطاحت بهم سلالة أرغون التركية في أواخر القرن الخامس عشر.

### العصر الحديث

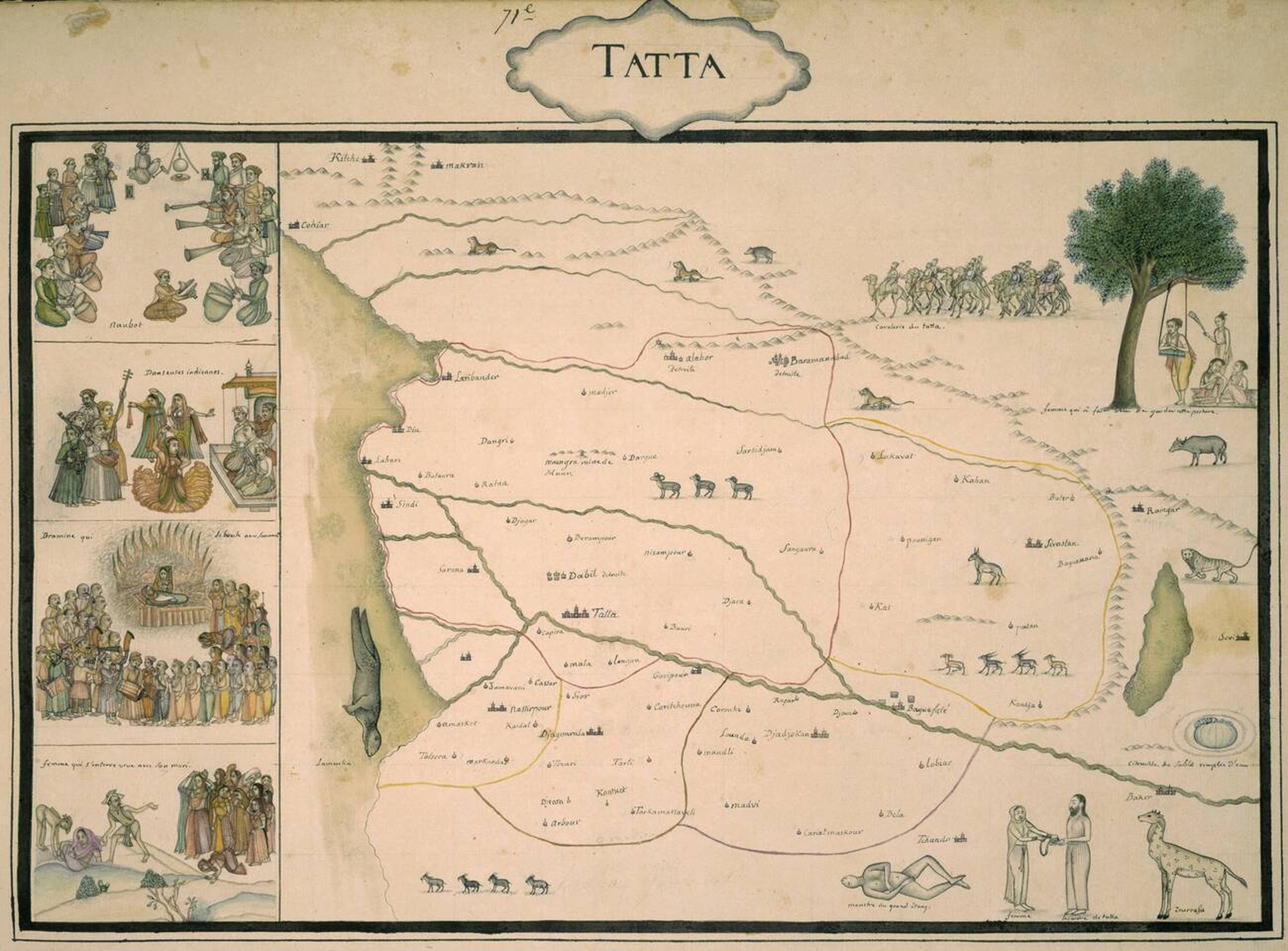
خريطة لصوبة تتا في عهد سلطنة المغول، رسم جان بابتيست جوزيف جنتيل حوالي عام 1770

أصبحت السند تابع لسلطنة المغول في أواخر القرن السادس عشر في عهد جلال الدين أكبر، الذي وُلد في منطقة أوميركوت بالسند. كانت تتا عاصمة السند السفلى حتى أوائل القرن الثامن عشر. حكمت السند العليا أسرة كلهورا التي عززت سلطتها من العاصمة خدا آباد قبل نقلها إلى حيدر آباد في عام 1768.
خلفت سلالة تالبور سلالة كالهورا في حكم السند، وقسم حكمها إلى أربعة فروع. تولى أحد هذه الفروع حكم السند السفلى من حيدر آباد وحكم آخر السند العليا من خيربور وأدار الثالث المنطقة المحيطة بميربور خاص الشرقية والرابع منطقة تاندو محمد خان. كانت سلالة تالبور من أصول بلوشية، وفي معظم حكمهم كانوا تابعين للدولة الدرانية ويدفعون لها الجزية.
امتد حكم تالبور من عام 1783 إلى عام 1843، عندما هزمتهم بريطانيا في معركة مياني ومعركة دوبو. لكن لم ينته حكم فرع خيربور الشمالي وأصبحت دولة أميرية. انضم حاكم خيربور إلى دومينيون باكستان الجديد في أكتوبر 1947 كمنطقة حكم ذاتي ثم دُمج بالكامل في باكستان الغربية عام 1955.

#### الحكم البريطاني

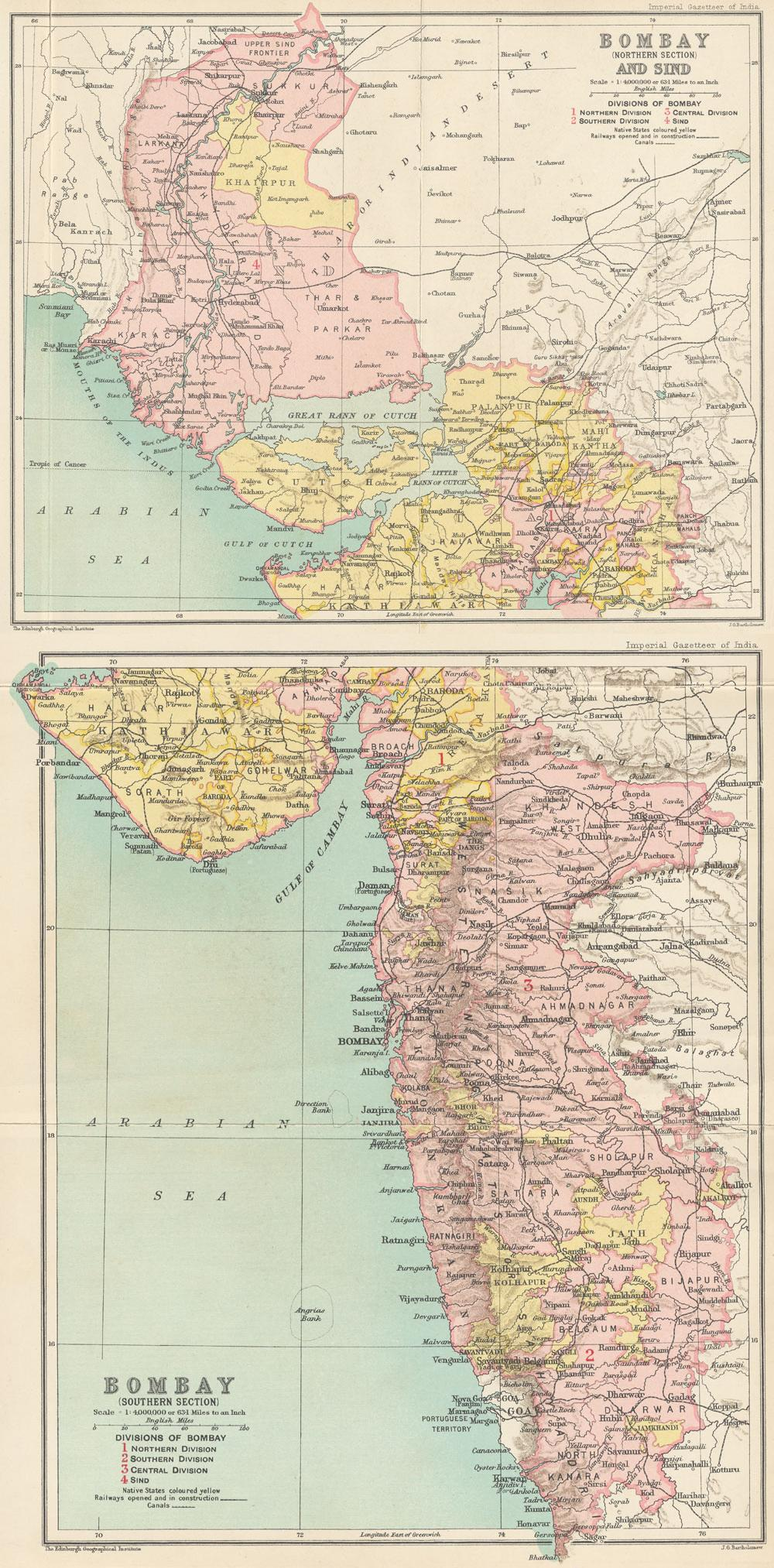
خريطة رئاسة مومباي تظهر السند في عام 1919

غزا البريطانيون السند في عام 1843، ويُروى أن الجنرال تشارلز نابير أرسل للحاكم العام برقية من كلمة واحدة بعد انتصاره، وهي "Peccavi" (باللاتينية تعني "لقد أخطأت"). كان هدف البريطانيين من حكم السند يتمثل في ترسيخ السيطرة البريطانية وتسويق المنتجات البريطانية في الإقليم وليصبح مصدر للدخل والمواد الخام. كانوا يأملون مع تحسن البنية التحتية في الاستفادة من الإمكانات الاقتصادية للإقليم.
دُمجت السند في رئاسة بومباي. ولكن بُعد السند عن عاصمة الرئاسة بومباي أثار شكاوى أهل السند من الإهمال مقارنة بالمناطق الأخرى التابعة للرئاسة. نوقش في فترات مختلفة دمج السند مع مقاطعة البنجاب، إلا أن الفكرة قوبلت بالرفض بسبب المعارضة البريطانية ورفض مسلمي وهندوس السند الضم إلى إقليم إلى البنجاب. تصاعدت مطالب إنشاء تقسيم إداري منفصل للسند مع مرور الوقت. دعا أحد الهندوس السنديين إلى فصل السند عن رئاسة بومباي في الدورة السنوية للمؤتمر الوطني الهندي عام 1913، بسبب الطابع الثقافي المميز للإقليم. عكست هذه الدعوة رغبة الطبقة التجارية الهندوسية في السند التخلص من التنافس التجاري مع بومباي.
السند فيها مجتمع منسجم مقارنة بمناطق الهند الأخرى، لكن رأت النخبة المسلمة والطبقة الوسطى المسلمة الناشئة في الإقليم أن من مصلحتها فصل السند عن رئاسة بومباي، بينما عارض ذلك طبقة الهندوس السنديون. اعتقد المسلمون السنديون في إطار هذا الموضوع أن الهندوس السنديين يمثلون مصالح بومباي ويفضلونها على مصالح السند. شهدت السند تعاونًا بين النخبة المسلمة من مُلاك الأراضي (الواديرا) والطبقة التجارية الهندوسية (البانياس) لاستغلال الفلاحين المسلمين.
فصلت السند عن مومباي وأجربت فيها انتخابات إقليمية في عام 1936، اتسمت الانتخابات بسيطرة الاقتصاد على السياسة ووجود واضح للقضايا الدينية والثقافية. أدت السياسات البريطانية إلى سحب العديد من أراضي السند من أيدي المسلمين ومنحها للهندوس. تفاقمت التوترات الدينية في السند بسبب قضية سوكر منزل جاه وهو مسجد مهجور بالقرب من منطقة مقدسة للهندوس.
عزز انفصال السند عن رئاسة بومباي دعم القوميين المسلمين السنديين لحركة باكستان، وكان الغالبية العظمى من مسلمي السند مؤيدين لإنشاء باكستان ورأوا فيها خلاصهم من السيطرة الاقتصادية الهندوسية. أدت الرابطة الإسلامية أداءً ضعيفًا في انتخابات 1937 في السند وفازت الأحزاب الإسلامية المحلية بأغلبية مقاعد المقاطعة، إلا أنها اكتسحت في انتخابات عام 1946.

#### التقسيم (1947)
لم تجتح السند حالات عنف وقت التقسيم عام 1947 مثل التي انتشرت في البنغال أو البنجاب، ويُعزى ذلك جزئيًا إلى أن السند لم تقسم وإنما ضمت بأكملها لباكستان. الهندوس السنديون الذين هاجروا من الإقليم إن فعلوا ذلك غالبا خوفًا من احتمال وقو أحداث عنف وليس بسبب تعرضهم للاضطهاد المباشر. هاجر عدد كبير من الهندوس السنديين إلى الهند عبر البحر متجهين إلى موانئ بومباي وبوربندر وفيرافال وأوخا.

## الجغرافيا

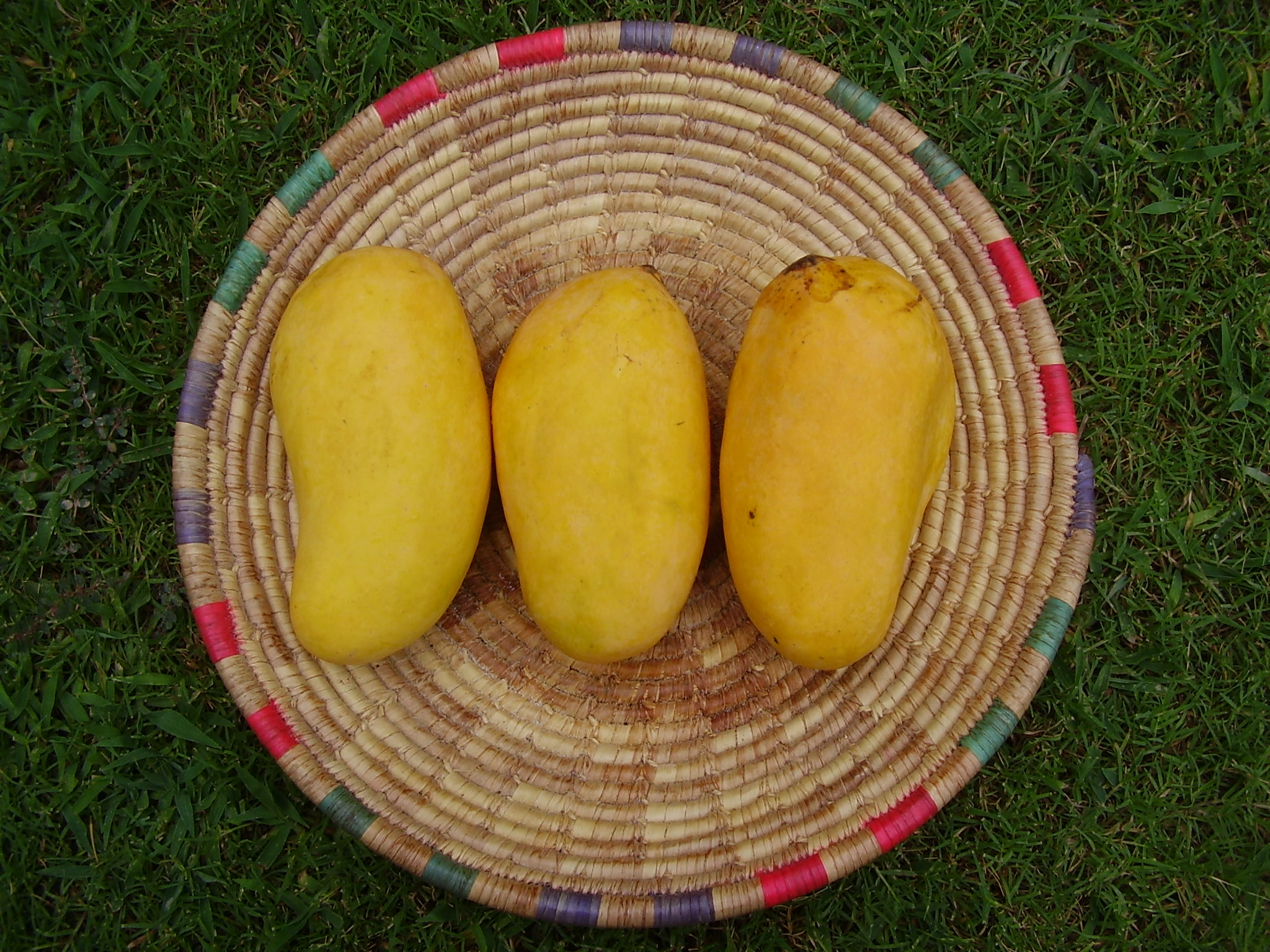
السندي أحد أفضل عشر أنواع مانجو في العالم.

تقع السند في الركن الغربي من جنوب آسيا على حدود الهضبة الإيرانية من الغرب. السند ثالث أكبر إقليم في باكستان بمساحة 140,915 كيلومتر مربع (54,408 ميل2)، وتمتد أراضي السند من الشمال إلى الجنوب لمسافة 579 كيلومتر (360 ميل) وأطول مسابغة في المحور العرضي تبلغ 442 كيلومتر (275 ميل) والمتوسط 281 كيلومتر (175 ميل). تحدها من الشرق صحراء طهار ومن الغرب جبال كيرتثار ومن الجنوب بحر العرب وران كوتش، ويتوسطها سهل خصب يمتد على طول نهر السند. تنقسم السند إلى ثلاث مناطق جغرافية رئيسية: السند العليا (سيرو) الواقعة شمال سيهون، والسند الوسطى (فيتشولو) الممتدة من سيهون إلى حيدر آباد والسند السفلى (لارو) المتكونة من دلتا السند جنوب حيدر آباد.

### المناخ
تقع مقاطعة السند في منطقة المناخ الحار التي تتسم بطقس حار ورطب وممطر في فصل الصيف وطقس بارد جاف في فصل الشتاء. تتجاوز درجات الحرارة عادةً 46 °م (115 °ف) بين مايو وأغسطس، في حين تهبط درجات الحرارة إلى 2 °م (36 °ف) في شهري ديسمبر ويناير. يبلغ متوسط هطول الأمطار السنوي حوالي 330 ملم (13 بوصة) أغلبه بين يونيو وسبتمبر. تبدأ الرياح الموسمية الجنوبية الغربية في الهبوب من منتصف فبراير وتستمر حتى نهاية سبتمبر، وتهب الرياح الباردة الشمالية في أشهر الشتاء من أكتوبر إلى يناير.
بلغت درجة الحرارة 53.7 °م (128.7 °ف) في موهينجو دارو بتاريخ 26 مايو 2010، لم تكن هذه الحرارة هي الأعلى في السند فحسب بل أعلى درجة حرارة موثوقة في آسيا ورابع أعلى درجة حرارة سجلت في العالم. كان الرقم القياسي السابق للسند وباكستان وآسيا هو 52.8 °م (127.0 °ف) والذي في 12 يونيو 1919 بالسند.

## السكان
السند فيها ثاني أعلى مؤشر للتنمية البشرية من بين الأقاليم الباكستانية ويبلغ 0.628. ذكر في تعداد باكستان لعام 2023 إلى أن عدد سكان الإقليم يبلغ 55.7 مليون نسمة.

### الدين
<div style="border:solid transparent;position:absolute;width:100px;line-height:0;
<div style="border:solid transparent;position:absolute;width:100px;line-height:0;
أديان السند استنادًا إلى تعداد 2023
يشكل المسلمون نحو 90٪ من سكان السند يكثر وجودهم في المناطق الحضرية أكثر من الريف، بدأ انتشاره مع الفتح الإسلامي بقيادة محمد بن القاسم عام 712م. يوجد تيار صوفي قوي في السند مرتبط الشخصيات الصوفية البارزة مثل الشاعر الصوفي شاه عبد اللطيف بهتائي الذي عاش في السند. تذكر إحدى الأساطير الشعبية أن 125,000 من ولي صوفي دفن في تل مكلي قرب تتا. دخلت إلى السند طريقتان صوفيتان بارزتان في القرن السادس عشر هما القادرية والنقشبندية.
بلغ عدد سكان السند 4,840,795 نسمة، في تعداد عام 1941 الأخير قبل تقسيم الهند، منهم 3,462,015 (71.5٪) من المسلمين و1,279,530 (26.4٪) من الهندوس والنسبة الباقية من القبائل والسيخ والمسيحيين والبارسيين والجاينيين واليهود والبوذيين.:28
يوجد في السند أعلى نسبة من الهندوس في باكستان بشكل عام فيشكلون 8.8٪ من إجمالي السكان أي ما يقارب 4.9 مليون شخص (التعداد الباكستاني لعام 2023). تصل نسبة الهندوس في المناطق الريفية إلى 13.3٪، تشمل هذه النسبة الفئات الطبقية المجدولة التي تمثل 1.7٪ من سكان السند (أو 3.1٪ في المناطق الريفية). لكن يُعتقد أن هذه الفئات لم تُحص بشكل كافٍ، فقد أدرج بعض أفرادها ضمن الهندوسية فقط. بينما يدعي المجلس الهندوسي الباكستاني أن عدد الهندوس في السند يصل إلى 6,842,526 شخصًا أي ما يعادل 14.29٪ من سكان المقاطعة. تعتبر منطقة أوميركوت في صحراء طهار المنطقة الوحيدة في باكستان التي فيها أغلبية هندوسية. يوجد معبد شري رامابير في منطقة تاندو الله يار في السند، ويُعتبر مهرجانه السنوي ثاني أكبر تجمع حج هندوسي في باكستان. كما تتميز السند بكونها المقاطعة الوحيدة في البلاد التي فيها قانون منفصل ينظم الزواج الهندوسي.

ذكرات تقديرات المجتمع السيخي لعام 2020 أن عددهم في السند بلغ حوالي 10,000 شخص، بينما ذكر تعداد عام 2023 أن عددهم بلغ 5,182 نسمة فقط.
| الدين               | 1872         | 1872   | 1881         | 1881   | 1891         | 1891   | 1901         | 1901   | 1911         | 1911   | 1921         | 1921   | 1931         | 1931   | 1941:28      | 1941:28 | 1951:22–26   | 1951:22–26 | 1998         | 1998   | 2017         | 2017   | 2023         | 2023   |
| الدين               | تعداد السكان | %      | تعداد السكان | %      | تعداد السكان | %      | تعداد السكان | %      | تعداد السكان | %      | تعداد السكان | %      | تعداد السكان | %      | تعداد السكان | %       | تعداد السكان | %          | تعداد السكان | %      | تعداد السكان | %      | تعداد السكان | %      |
| ------------------- | ------------ | ------ | ------------ | ------ | ------------ | ------ | ------------ | ------ | ------------ | ------ | ------------ | ------ | ------------ | ------ | ------------ | ------- | ------------ | ---------- | ------------ | ------ | ------------ | ------ | ------------ | ------ |
| الإسلام             | 1,712,221    | 78.1%  | 1,989,630    | 78.24% | 2,318,180    | 77.18% | 2,609,337    | 76.52% | 2,822,756    | 75.53% | 2,562,700    | 73.8%  | 3,017,377    | 73.34% | 3,462,015    | 71.52%  | 5,535,645    | 91.53%     | 27,796,814   | 91.32% | 43,234,107   | 90.34% | 50,126,428   | 90.09% |
| الهندوسية           | 475,848      | 21.7%  | 544,848      | 21.43% | 674,371      | 22.45% | 787,683      | 23.1%  | 877,313      | 23.47% | 876,629      | 25.24% | 1,055,119    | 25.65% | 1,279,530    | 26.43%  | 482,560      | 7.98%      | 2,280,842    | 7.49%  | 4,176,986    | 8.73%  | 4,901,407    | 8.81%  |
| المسيحية في إسرائيل | 3,329        | 0.15%  | 6,082        | 0.24%  | 7,768        | 0.26%  | 7,825        | 0.23%  | 10,917       | 0.29%  | 11,734       | 0.34%  | 15,152       | 0.37%  | 20,304       | 0.42%   | 22,601       | 0.37%      | 294,885      | 0.97%  | 408,301      | 0.85%  | 546,968      | 0.98%  |
| الزرادشتية          | 810          | 0.04%  | 1,063        | 0.04%  | 1,534        | 0.05%  | 2,000        | 0.06%  | 2,411        | 0.06%  | 2,913        | 0.08%  | 3,537        | 0.09%  | 3,841        | 0.08%   | 5,046        | 0.08%      | —            | —      | —            | —      | 1,763        | 0.003% |
| اليهودية            | 35           | 0%     | 153          | 0.01%  | 210          | 0.01%  | 428          | 0.01%  | 595          | 0.02%  | 671          | 0.02%  | 985          | 0.02%  | 1,082        | 0.02%   | —            | —          | —            | —      | —            | —      | —            | —      |
| الجاينية            | —            | —      | 1,191        | 0.05%  | 923          | 0.03%  | 921          | 0.03%  | 1,349        | 0.04%  | 1,534        | 0.04%  | 1,144        | 0.03%  | 3,687        | 0.08%   | —            | —          | —            | —      | —            | —      | —            | —      |
| البوذية             | —            | —      | 9            | 0%     | 2            | 0%     | 0            | 0%     | 21           | 0.001% | 41           | 0.001% | 53           | 0.001% | 111          | 0.002%  | 670          | 0.01%      | —            | —      | —            | —      | —            | —      |
| السيخية             | —            | —      | —            | —      | 720          | 0.02%  | —            | —      | 12,339       | 0.33%  | 8,036        | 0.23%  | 19,172       | 0.47%  | 32,627       | 0.67%   | —            | —          | —            | —      | —            | —      | 5,182        | 0.01%  |
| القبائل             | —            | —      | —            | —      | —            | —      | —            | —      | 9,224        | 0.25%  | 8,186        | 0.24%  | 204          | 0%     | 37,598       | 0.78%   | —            | —          | —            | —      | —            | —      | —            | —      |
| الجماعة الأحمدية    | —            | —      | —            | —      | —            | —      | —            | —      | —            | —      | —            | —      | —            | —      | —            | —       | —            | —          | 43,524       | 0.14%  | 21,661       | 0.05%  | 18,266       | 0.03%  |
| أخرى                | 172          | 0.01%  | 0            | 0%     | 3            | 0%     | 2,029        | 0.06%  | 298          | 0.01%  | 64           | 0.002% | 1,510        | 0.04%  | 0            | 0%      | 1,226        | 0.02%      | 23,828       | 0.08%  | 13,455       | 0.03%  | 38,395       | 0.07%  |
| مجموع العينة        | 2,192,415    | 94.39% | 2,542,976    | 100%   | 3,003,711    | 100%   | 3,410,223    | 100%   | 3,737,223    | 100%   | 3,472,508    | 100%   | 4,114,253    | 100%   | 4,840,795    | 100%    | 6,047,748    | 99.89%     | 30,439,893   | 100%   | 47,854,510   | 100%   | 55,638,409   | 99.9%  |
| مجموع السكان        | 2,322,765    | 100%   | 2,542,976    | 100%   | 3,003,711    | 100%   | 3,410,223    | 100%   | 3,737,223    | 100%   | 3,472,508    | 100%   | 4,114,253    | 100%   | 4,840,795    | 100%    | 6,054,474    | 100%       | 30,439,893   | 100%   | 47,854,510   | 100%   | 55,696,147   | 100%   |

### اللغات
تعداد السكان (2023)
ذُكر في تعداد عام 2023 أن اللغة السندية هي أكثر لغة انتشارًا في الإقليم فهي اللغة الأم لـ 33,462,299 شخصًا يشكلون 60٪ من السكان. تليها اللغة الأردية التي يتحدث بها 12,409,745 شخصًا (22٪)، ثم البشتوية 2,955,893 (5.3٪) والبنجابية 2,265,471 (4.1٪) والبلوشية 1,208,147 (2.2٪) والسرائيكية 913,418 (1.6٪) والهندكو 830,581 (1.5٪) والبراهوية (265,769) والميواتي (57,059) والكشميرية (53,249) والبالتي (27,193) والشينا (22,273) والكوشيستاني (14,885) والكلاشا (777) 1,151,650 شخص يتحدثون لغات أخرى.
هناك أقليات تتحدث ب اللغات الكوتشي والكجراتية والآير والبجرية والبهايا والبراهوية والداتكي والجيرا والجواريا والجورجولا والزدجالية والجاندافرا والجوجي والكابوترا والكاتشي كولي والباركري كولي والوادياري كولي واللواركي والمارواري والسانسي والفاغري.
كراتشي هي أكثر مدينة تنوعًا عرقيًا في السند، فيوجد فيها غالبية السكان الناطقين باللغة الأردية في الإقليم والعديد من المجموعات العرقية الأخرى.

### المدن الكبرى
| قائمة المدن الرئيسية في السند                                 | قائمة المدن الرئيسية في السند | قائمة المدن الرئيسية في السند                                         | قائمة المدن الرئيسية في السند | قائمة المدن الرئيسية في السند |
| ترتيب                                                         | المدينة                       | المناطق                                                               | السكان                        | صورة                          |
| ------------------------------------------------------------- | ----------------------------- | --------------------------------------------------------------------- | ----------------------------- | ----------------------------- |
| 1                                                             | كراتشي                        | شرق كراتشي غرب كراتشي جنوب كراتشي كراتشي المركزية حي مالير حي كورانجي | 14,910,352                    |                               |
| 2                                                             | حيدر آباد                     | منطقة حيدر آباد                                                       | 1,732,693                     |                               |
| 3                                                             | سكھر                          | حي سوكور                                                              | 499,900                       |                               |
| 4                                                             | لاركانا                       | منطقة لاركانا                                                         | 490,508                       |                               |
| 5                                                             | نواب شاه                      | حي الشهيد بينظير آباد                                                 | 279,688                       |                               |
| 6                                                             | كوتري                         | حي جامشورو                                                            | 259,358                       |                               |
| 7                                                             | ميربور خاص                    | مقاطعة ميربور خاص                                                     | 233,916                       |                               |
| المصدر: تعداد باكستان 2017                                    |                               |                                                                       |                               |                               |
| هذه قائمة بالسكان المناسبين للمدينة ولا تشير إلى سكان المترو. |                               |                                                                       |                               |                               |

## الحكومة

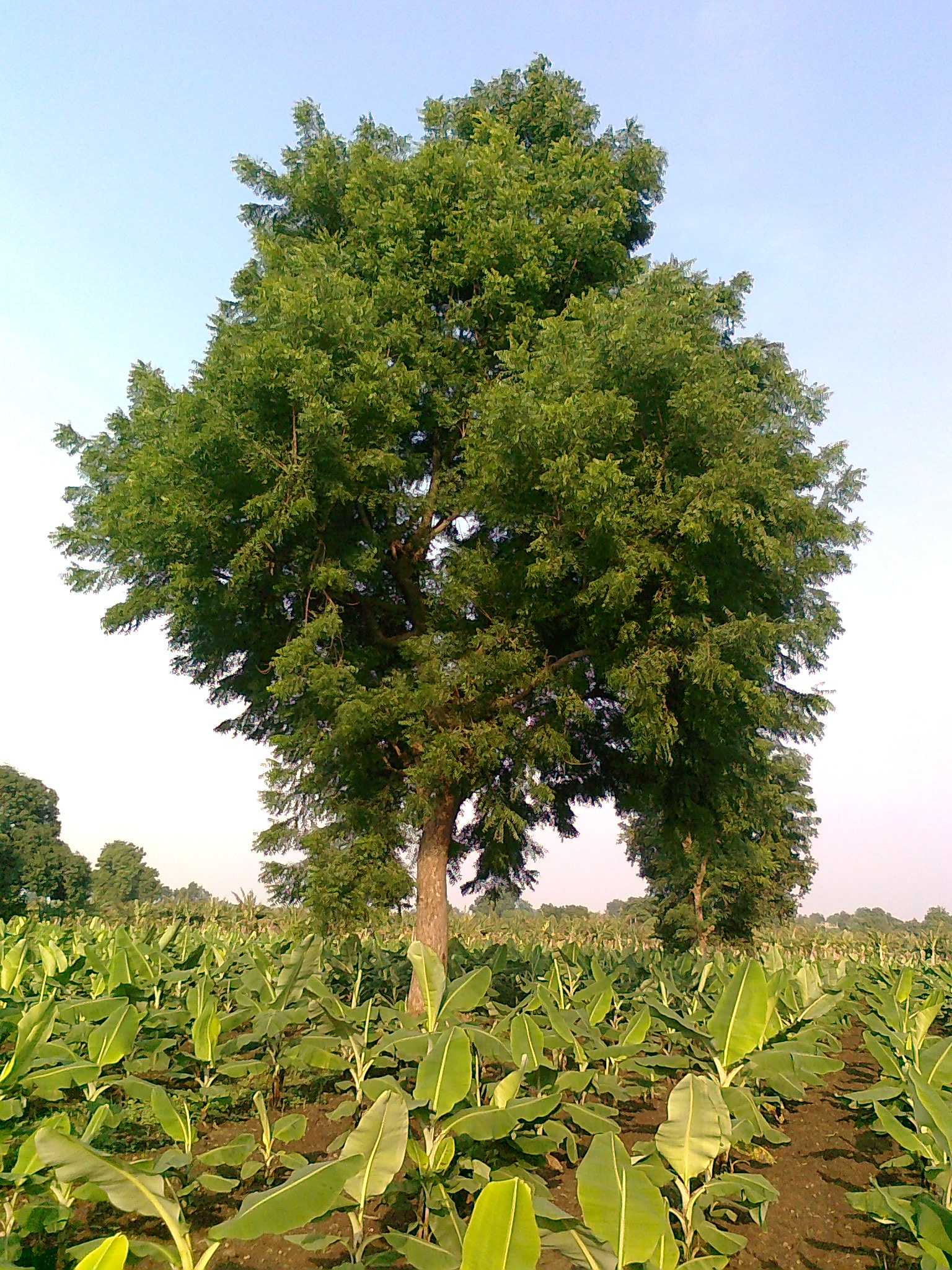
شجرة النيم شجرة المقاطعة.

يتألف المجلس الإقليمي للسند من برلمان وحيد الغرفة يضم 168 مقعدًا منها 5% مخصصة لغير المسلمين و17% للنساء. عاصمة المقاطعة هي كراتشي. يرأس حكومة المقاطعة رئيس الوزراء الذي يُنتخب مباشرة في الانتخابات الشعبية. بينما الحاكم صاحب منصب شرفي يعينه رئيس باكستان. المسؤول الإداري عن البيروقراطية في المقاطعة هو كبير أمناء السند الذي يعينه رئيس وزراء باكستان. تشارك معظم القبائل السندية المؤثرة في المقاطعة في السياسة الباكستانية.
سياسة السند سياسة يسارية وهي أحد المعاقل الرئيسية للطيف اليساري في البلاد. يظهر هذا التوجه في الانتخابات العامة على مستوى البلاد، فالسند معقل لحزب الشعب الباكستاني (PPP). تحظى الحركة القومية (حزب يساري آخر مدعوم من المهاجرين) بتأييد واسع في المدن الكبرى مثل كراتشي وحيدر أباد. كما للأحزاب اليسارية الصغيرة مثل الحركة الشعبية دعم كبير في المناطق الريفية في المقاطعة.

### الأقسام
قررت الحكومة الجديدة بعد الانتخابات العامة في عام 2008 استعادة هيكل الأقسام في جميع المحافظات. كان من المقرر استعادة نظام مفوضي الأقسام بعد انتهاء فترة ولاية هيئات الحكم المحلي في عام 2010. قرر حزب الحركة القومية في عام 2011، بعد موجة من العنف في مدينة كراتشي والصراع السياسي بين حزب الشعب الحاكم وحزب الأغلبية في السند، إعادة نظام المفوضية في المقاطعة. بناءً على ذلك أعيدت الأقسام الخمسة في السند: كراتشي وحيدر أباد وسوكور وميربورخاص ولاركانا مع مناطقها. كما أضيف قسم جديد هو نواب شاه/شهيد بينظير أباد.
أُلغي دمج منطقة كراتشي وأعيدت أقسامها الأصلية الخمسة: كراتشي الشرقية وكراتشي الغربية وكراتشي المركزية وكراتشي الجنوبية ومالير، ثم أصبحت منطقة كورانجي إلى المنطقة السادسة في كراتشي. أنشئت منطقة كيماري في عام 2020 بعد تقسيم منطقة كراتشي الغربية. وتخطط حكومة السند حاليًا لتقسيم منطقة ثارباركار إلى منطقتين: ثارباركار وتشاشرو.

### المقاطعات

خربطة مقاطعات السند

| ترتيب   | المقاطعة            | المقر               | المساحة (كم2) | السكان (2017) | الكثافة (نسمة/كم2) | التقسيم              |
| ------- | ------------------- | ------------------- | ------------- | ------------- | ------------------ | -------------------- |
| 1       | Badin               | Badin               | 6,470         | 1,804,516     | 279                | Hyderabad            |
| 2       | Dadu                | دادو                | 8,034         | 1,550,266     | 193                | Hyderabad            |
| 3       | مقاطعة غوتكي        | كهوتكي              | 6,506         | 1,647,239     | 253                | Sukkur               |
| 4       | Hyderabad           | حيدر آباد           | 1,022         | 2,201,079     | 2,155              | Hyderabad            |
| 5       | Jacobabad           | جاكوب آباد          | 2,771         | 1,006,297     | 363                | Larkana              |
| 6       | Jamshoro            | Jamshoro            | 11,250        | 993,142       | 88                 | Hyderabad            |
| 7       | Karachi Central     | كراتشي              | 62            | 2,972,639     | 48,336             | Karachi              |
| 8       | Kashmore            | Kashmore            | 2,551         | 1,089,169     | 427                | Larkana              |
| 9       | Khairpur            | Khairpur            | 15,925        | 2,405,523     | 151                | Sukkur               |
| 10      | منطقة لاركانا ‏      | لاركانا             | 1,906         | 1,524,391     | 800                | Larkana              |
| 11      | Matiari             | Matiari             | 1,459         | 769,349       | 527                | Hyderabad            |
| 12      | مقاطعة ميربور خاص   | ميربور خاص          | 3,319         | 1,505,876     | 454                | Mirpur Khas          |
| 13      | Naushahro Feroze    | Naushahro Feroze    | 2,027         | 1,612,373     | 369                | Shaheed Benazir Abad |
| 14      | Shaheed Benazirabad | نواب شاه            | 4,618         | 1,612,847     | 349                | Shaheed Benazir Abad |
| 15      | Qambar Shahdadkot   | Qambar              | 5,599         | 1,341,042     | 240                | Larkana              |
| 16      | Sanghar             | Sanghar             | 10,259        | 2,057,057     | 200                | Shaheed Benazir Abad |
| 17      | مديرية شكاربور ‏     | شكاربور             | 2,577         | 1,231,481     | 478                | Larkana              |
| 18      | Sukkur              | سكھر                | 5,216         | 1,487,903     | 285                | Sukkur               |
| 19      | Tando Allahyar      | Tando Allahyar      | 1,573         | 836,887       | 532                | Hyderabad            |
| 20      | Tando Muhammad Khan | Tando Muhammad Khan | 1,814         | 677,228       | 373                | Hyderabad            |
| 21      | Tharparkar          | Mithi               | 19,808        | 1,649,661     | 83                 | Mirpur Khas          |
| 22      | مديرية تتا          | تتا                 | 7,705         | 979,817       | 127                | Hyderabad            |
| 23      | Umerkot             | Umerkot             | 5,503         | 1,073,146     | 195                | Mirpur Khas          |
| 24 (22) | Sujawal             | سجاول ‏              | 8,699         | 781,967       | 90                 | Hyderabad            |
| 25 (7)  | Karachi East        | كراتشي              | 165           | 2,909,921     | 17,625             | Karachi              |
| 26 (7)  | Karachi South       | كراتشي              | 85            | 1,791,751     | 21,079             | Karachi              |
| 27 (7)  | Karachi West        | كراتشي              | 630           | 3,914,757     | 6,212              | Karachi              |
| 28 (7)  | Korangi             | Korangi Town        | 95            | 2,457,019     | 25,918             | Karachi              |
| 29 (7)  | Malir               | Malir Town          | 2,635         | 2,008,901     | 762                | Karachi              |
| 30 (7)  | Kemari              | كراتشي              |               | غير معروف     |                    | Karachi              |

## الاقتصاد

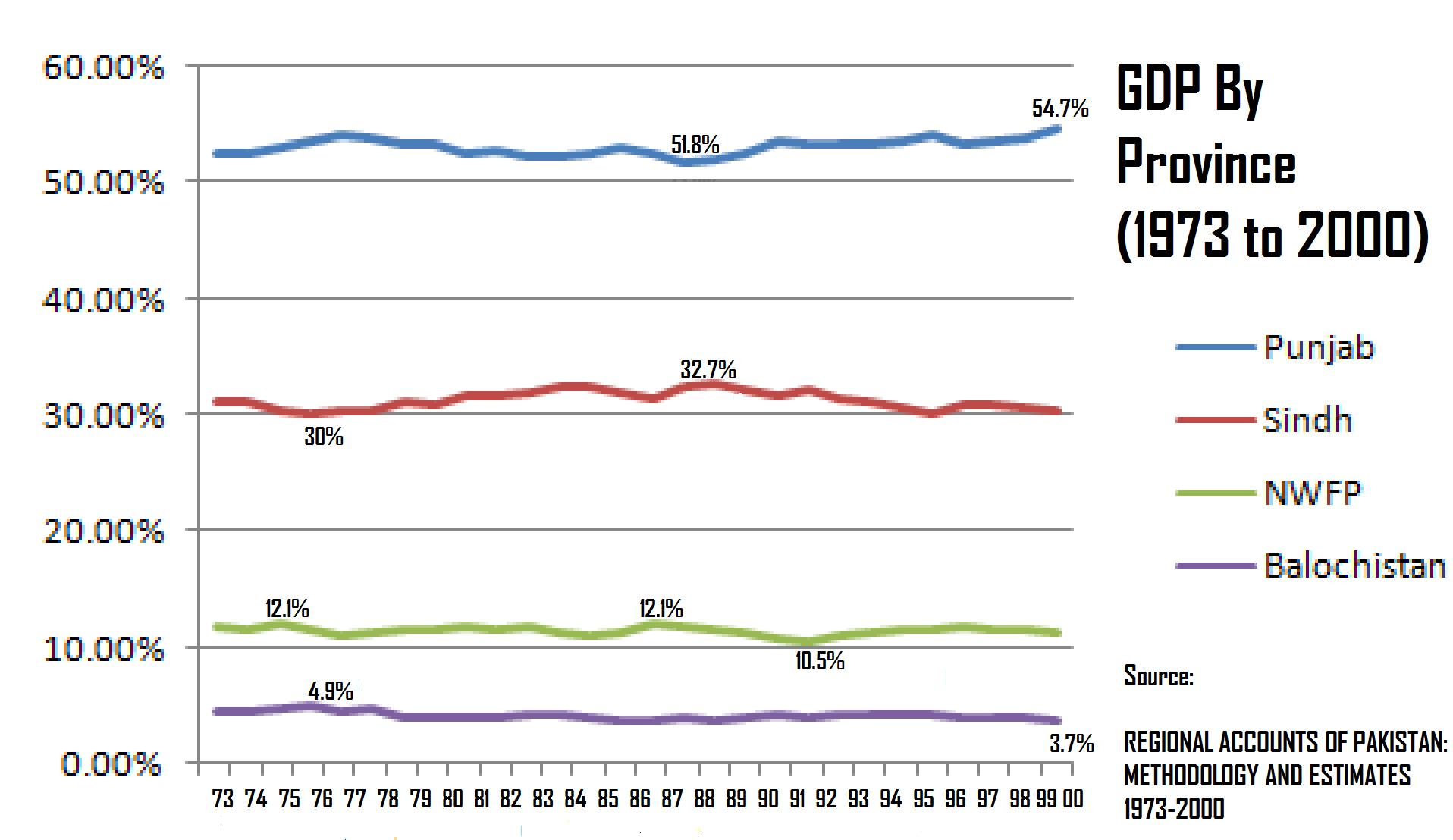
النتاج المحلي الإجمالي لأقاليم باكستان

اقتصاد السند هو ثاني أكبر اقتصاد في باكستان ويتأثر بشكل كبير باقتصاد كراتشي أكبر مدينة في البلاد وعاصمتها الاقتصادية. تتراوح مساهمة السند في الناتج المحلي الإجمالي لباكستان بين 30٪ و32.7٪، تراوحت حصتها في قطاع الخدمات بين 21٪ و27.8٪ وفي قطاع الزراعة بين 21.4٪ و 27.7٪. أما في قطاع التصنيع فتراوحت حصتها بين 36.7٪ و46.5٪. تضاعفت اقتصاد السند بمقدار 3.6 مرة منذ عام 1972.
الزراعة جزء أساسي من اقتصاد السند، المحاصيل الرئيسية بها هي محاصيل القطن والأرز والقمح وقصب السكر والموز والمانجو. وتعتبر منطقة لاركانا من أكبر منتجي الأرز وأجوده في البلاد. السند هي أغنى مقاطعة في باكستان حسب الموارد الطبيعية، ففيها احتياطيات كبيرة من الغاز الطبيعي والفحم. يُعد حقل ماري الغازي أكبر منتج للغاز الطبيعي في البلاد، ويوجد بها شركات مثل ماري بتروليوم.

### السياحة

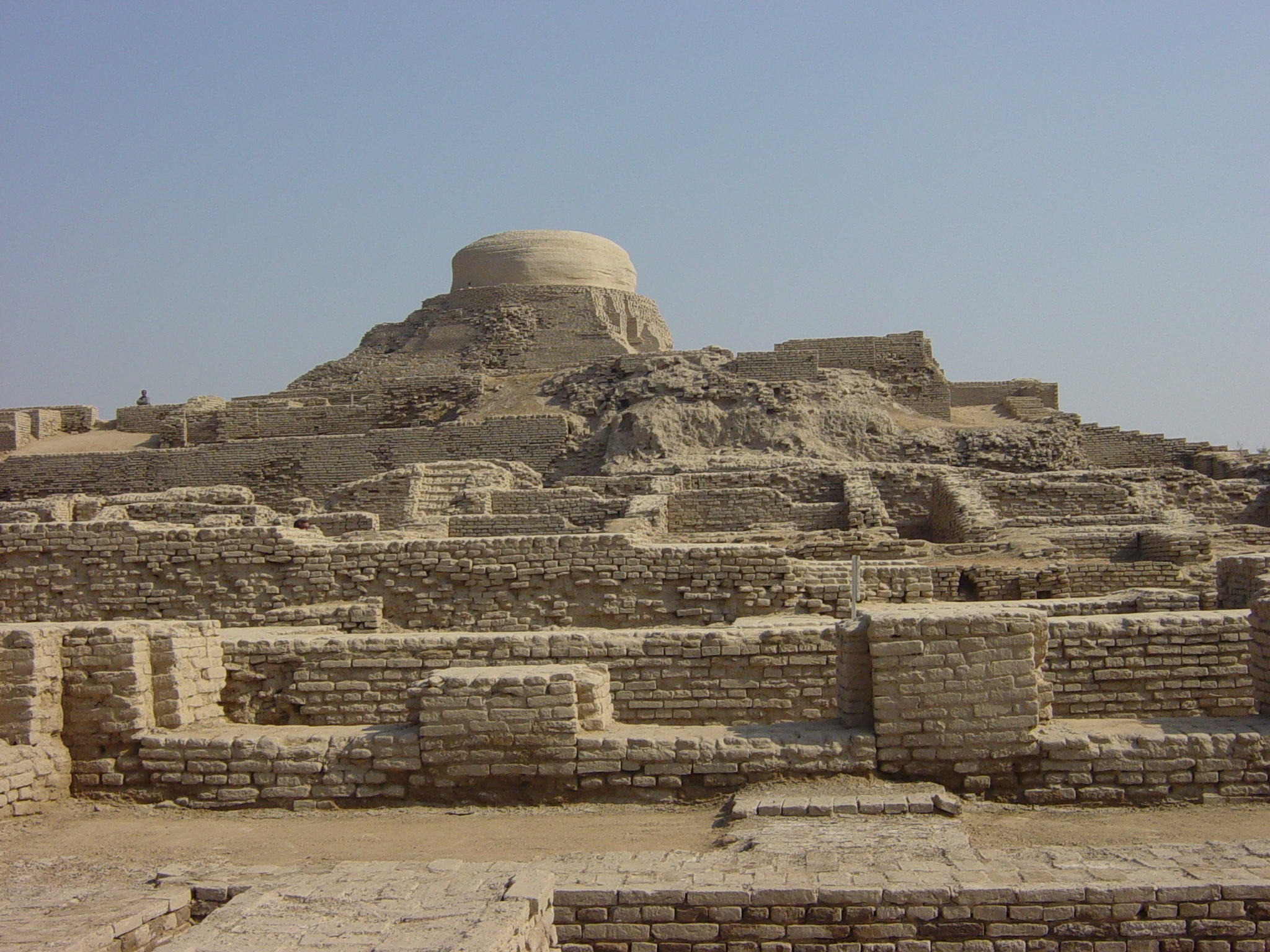
Archaeological ruins at Moenjodaro, Sindh, Pakistan

يوجد في مقاطعة السند العديد من المواقع التاريخية الهامة. الكثير منها يعود لحضارة وادي السند البرونزية (التي ازدهرت بين 2600 و1900 قبل الميلاد) التي ازدهرت في السند. من بين أبرز المواقع السياحية في السند أطلال موهينجو دارو بالقرب من مدينة لاركانا. تشتهر المقاطعة أيضًا بالعمارة الإسلامية المميزة والمواقع الاستعمارية التي تعود إلى فترة ما بعد التقسيم.

## الثقافة
تعود ثقافة السند إلى جذور حضارة وادي السند. هذه الثقافة متأثرة بفعل البيئة الصحراوية والموارد الطبيعية المتوفرة فيها والتأثيرات الأجنبية. كما ساهم نهر السند المار في المنطقة وبحر العرب الذي يحددها من الجنوب في تعزيز تقاليد الملاحة البحرية بين السكان المحليين. يعكس المناخ المحلي أيضاً سبب اختلاف لغة السنديين وفلكلورهم وتقاليدهم وعاداتهم وأسلوب حياتهم عن تلك الموجودة في المناطق المجاورة.
أعمال الحرفيين السندين كانت تباع في أسواق دمشق وبغداد والبصرة وإسطنبول والقاهرة وسمرقند القديمة. من أهمها الأعمال الخشبية المطلية بالورنيش والمعروفة محلياً باسم "جاندي"، ذكر ت. بوستن (وهو مسافر إنجليزي زار السند في أوائل القرن التاسع عشر) إلى أن منتجات هالا كانت تضاهي منتجات الصين الرائعة. تلعب المنظمات غير الحكومية مثل الصندوق العالمي للطبيعة في باكستان دوراً مهماً في تعزيز الثقافة السندية. فتدرب الحرفيين في السند لتمكينهم من الحصول على مصدر دخل. كما تروج لهذه المنتجات تحت شعار "الحرف اليدوية إلى الأبد". تتقن العديد من النساء الريفيات إنتاج القبعات في نيو سعيد آباد وهالا الجديدة. في 6 ديسمبر 2009، بدأ الشعب السندي في 6 ديسمبر 2009 في الاحتفال بـ "يوم توبي السندي" للحفاظ على ثقافتهم التاريخية من خلال ارتداء توبي أجراك وسندي.